# CD5 (белок)
CD5 лимфоцитарный рецептор (T1) — мембранный белок, рецептор, экспрессирован на поверхности T-лимфоцитов и B-лимфоцитов подгруппы B-1а. Регулирует пролиферацию T-лимфоцитов. Относится к скавенджер-рецепторам суперсемейства SRCR.

## Функция
- Модулирование сигнального пути антигенного рецептора. Является ингибиторным рецептором.
- Участвует в повышении выживаемости лимфоцитов T-лимфоцитов и B-лимфоцитов подгруппы B-1а. Снижает FasL, что, в свою очередь, ингибирует активность каспазы 8.
- Является рецептором для PAMP (патоген-ассоциированных молекулярных образов).

## Структура
CD5 состоит из 471 аминокислоты. Содержит единственный трансмембранный фрагмент.  
Молекула CD5 содержит 3 SRCR домена (типа B) во внеклеточном фрагменте.

## См.также
- Кластер дифференцировки